# Selección femenina de críquet de Escocia
La selección femenina de críquet de Escocia, apodadas Wildcats, representa a Escocia en el cricket femenino internacional . El equipo está organizado por Cricket Scotland, miembro asociado del International Cricket Council (ICC).
Escocia participó en el primer partido internacional de cricket femenino, cuando jugó contra Inglaterra en agosto de 1932. El equipo jugó esporádicamente durante el resto del siglo XX, con una competencia regular que comenzó solo en 2000. El primer torneo internacional de Escocia fue el Campeonato Europeo Femenino de Críquet de 2001, donde los partidos tienen el estatus de Women's One Day International (WODI). Las únicas otras apariciones del equipo en ODI hasta la fecha fueron en el Trofeo IWCC 2003 en los Países Bajos, un clasificatorio para la Copa del Mundo 2005 . Fuera de los torneos regionales, Escocia solo se ha clasificado para dos eventos importantes desde entonces: el Clasificatorio para la Copa del Mundo 2008 y el Clasificatorio World Twenty20 2015..
En abril de 2018, la CPI otorgó el estatus completo de Women's Twenty20 International (WT20I) a todos sus miembros. Por lo tanto, todos los partidos de Twenty20 jugados entre mujeres de Escocia y otro equipo internacional después del 1 de julio de 2018 serán un WT20I completo.

## Historia
En agosto de 1932, un equipo femenino escocés jugó contra Inglaterra en New Road, Worcester, en lo que fue el primer encuentro internacional de críquet femenino. Cuatro miembros del equipo femenino escocés inaugural - Betty Snowball, Myrtle Maclagan, Joy Liebert y Betty Archdale - jugaron más tarde en partidos de prueba para Inglaterra. Después de 1932, un equipo de mujeres escocesas no se levantó de nuevo hasta 1979, cuando se jugó un partido contra un equipo de Inglaterra Junior en Malvern College, Worcestershire.
Escocia hizo su debut en un torneo internacional en la edición de 2001 del Campeonato Europeo Femenino de Críquet. Perdieron los tres juegos y terminaron últimos en el torneo de cuatro equipos. Dos años más tarde, jugaron en el Trofeo IWCC 2003 , la edición inaugural de lo que ahora se conoce simplemente como el Clasificatorio para la Copa del Mundo. Terminaron quinto en el torneo de seis equipos, que fue organizado por Holanda, y su única victoria fue contra Japón.
Volvieron a jugar en el Campeonato de Europa en 2005, pero nuevamente se fueron sin ganar y terminaron últimos. En 2007 competirán en el clasificatorio para la Copa Mundial Femenina en Irlanda jugando contra los anfitriones, así como contra Bermudas, Países Bajos, Papúa Nueva Guinea, Pakistán, Sudáfrica y un clasificatorio africano. Los dos primeros en este torneo se clasificarán para la Copa del Mundo en 2009, mientras que los cuatro primeros obtendrán el estatus de Prueba y ODI durante los siguientes cuatro años.
En 2014, Escocia ascendió a la División 2 del Women's County Championship después de perder solo un juego durante la temporada. Las Wildcats se están preparando actualmente para los Clasificatorios del Mundo Femenino Twenty20 de la ICC que se celebrarán en Tailandia a finales de 2015.
En abril de 2018, Kathryn Bryce fue nombrada capitana del equipo. En julio de 2018, Escocia jugó su primer partido internacional T20 contra Uganda en el Clasificatorio Mundial Twenty20 Femenino de la ICC 2018 en Países Bajos.
En diciembre de 2020, la ICC anunció el camino de clasificación para la Copa Mundial Femenina T20 de la ICC 2023 . [13] Escocia fue incluida en el grupo regional clasificatorio de Europa de la Copa del Mundo T20 Femenina de la ICC 2021 , junto con otros cinco equipos.

## Participaciones

### Campeonato de Europa
- 1989 a 1999: no participó
- 2001: 4°
- 2005: 5°
- 2007: 4°
- 2012:
- 2014:
- 2016:

### Clasificatoria del ICC Women's World Twenty20
- 2015 : 4° (DNQ)
- 2018 :  (DNQ)
- 2019 : 5° (DNQ)

### Otros torneos
En la Serie Cuadrangular Femenina de Países Bajos de 2019, Escocia terminó en segundo lugar, ganando cuatro de sus seis partidos. A continuación se muestra la posición final de la misma:
| Equipo       | PJ | PG | PE | PP | SR | Pts. | NRR    |
| ------------ | -- | -- | -- | -- | -- | ---- | ------ |
| Tailandia    | 6  | 5  | 1  | 0  | 0  | 10   | +2,509 |
| Escocia      | 6  | 4  | 2  | 0  | 0  | 8    | -0,385 |
| Irlanda      | 6  | 2  | 3  | 0  | 1  | 5    | +1,320 |
| Países Bajos | 6  | 0  | 5  | 0  | 1  | 1    | -4,113 |

Resumen del partido internacional - Escocia Femenino
Última actualización 7 de septiembre de 2019
| Torneo                  | PJ | PG | PE | PP | SR | Partido inaugural    |
| ----------------------- | -- | -- | -- | -- | -- | -------------------- |
| One-Day Internationals  | 8  | 1  | 7  | 0  | 0  | 10 de agosto de 2001 |
| Twenty20 Internationals | 20 | 12 | 7  | 1  | 0  | 12 de julio de 2018  |

### Women's One-Day International
- Mayor total de equipos: 142 contra Japón, el 25 de julio de 2003 en el Sportpark Klein Zwitserland, La Haya.[10]
- Entradas individuales más altas: 46, Kari Anderson vs. Países Bajos, 21 de julio de 2003 en Sportpark Hofbrouckerlaan, Oegstgeest.[10]
- Mejor entrada de bolos: 4/25, Fiona Campbell vs. Japón, 25 de julio de 2003 en Sportpark Klein Zwitserland, La Haya.[10]

| Oponente                         | PJ | PG | PE | PP | SR | Primer partido       | Primera victoria    |
| -------------------------------- | -- | -- | -- | -- | -- | -------------------- | ------------------- |
| Miembros de pleno derecho de ICC |    |    |    |    |    |                      |                     |
| Indias occidentales              | 1  | 0  | 1  | 0  | 0  | 23 de julio de 2003  |                     |
| Inglaterra                       | 1  | 0  | 1  | 0  | 0  | 10 de agosto de 2001 |                     |
| Irlanda                          | 2  | 0  | 2  | 0  | 0  | 11 de agosto de 2001 |                     |
| Pakistán                         | 1  | 0  | 1  | 0  | 0  | 22 de julio de 2003  |                     |
| Miembros asociados de ICC        |    |    |    |    |    |                      |                     |
| Japón                            | 1  | 1  | 0  | 0  | 0  | 25 de julio de 2003  | 25 de julio de 2003 |
| Países Bajos                     | 2  | 0  | 2  | 0  | 0  | 12 de agosto de 2001 |                     |

### Women's Twenty20 International
- Mayor total por equipos: 168/8 contra Alemania el 29 de junio de 2019 en La Manga Club, Cartagena.[10]
- Entradas individuales más altas: 73*, Kathryn Bryce vs. Países Bajos el 7 de septiembre de 2019 en Lochlands, Arbroath.[10]
- Mejor entrada de bolos: 4/10, Rachel Scholes vs. Tailandia el 10 de julio de 2018 en Sportpark Maarschalkerweerd, Utrecht.[10]

| Jugadora           | Carreras | Promedio | Lapso de carrera |
| ------------------ | -------- | -------- | ---------------- |
| Sarah Bryce        | 511      | 39.30    | 2018-2019        |
| Kathryn Bryce      | 400      | 50,00    | 2018-2019        |
| Lorna Jack         | 229      | 15.26    | 2018-2019        |
| Becky Glen         | 213      | 15.21    | 2018-2019        |
| Priyanaz Chatterji | 99       | 11.00    | 2018-2019        |

| Jugadora         | Wickets   | Promedio | Lapso de carrera |
| ---------------- | --------- | -------- | ---------------- |
| Abtaha Maqsood   | 19        | 10,84    | 2018-2019        |
| Katie McGill     | 18        | 16.11    | 2018-2019        |
| Rachel Hawkins   | dieciséis | 14,62    | 2018-2019        |
| Kathryn Bryce    | 15        | 9,93     | 2018-2019        |
| Katherine Fraser | 15        | 12.06    | 2019-2019        |

| Oponente                         | PJ | PG | PE | PP | SR | Primer partido          | Primera victoria        |
| -------------------------------- | -- | -- | -- | -- | -- | ----------------------- | ----------------------- |
| Miembros de pleno derecho de ICC |    |    |    |    |    |                         |                         |
| Bangladés                        | 2  | 0  | 2  | 0  | 0  | 12 de julio de 2018     |                         |
| Irlanda                          | 3  | 1  | 2  | 0  | 0  | 8 de julio de 2018      | 10 de agosto de 2019    |
| Miembros asociados de ICC        |    |    |    |    |    |                         |                         |
| Alemania                         | 2  | 2  | 0  | 0  | 0  | 26 de junio de 2019     | 26 de junio de 2019     |
| Estados Unidos                   | 1  | 1  | 0  | 0  | 0  | 31 de agosto de 2019    | 31 de agosto de 2019    |
| Namibia                          | 1  | 1  | 0  | 0  | 0  | 5 de septiembre de 2019 | 5 de septiembre de 2019 |
| Países Bajos                     | 5  | 3  | 1  | 1  | 0  | 26 de junio de 2019     | 9 de agosto de 2019     |
| Papúa Nueva Guinea               | 2  | 1  | 1  | 0  | 0  | 14 de julio de 2018     | 14 de julio de 2018     |
| Tailandia                        | 3  | 2  | 1  | 0  | 0  | 10 de julio de 2018     | 10 de julio de 2018     |
| Uganda                           | 1  | 1  | 0  | 0  | 0  | 7 de julio de 2018      | 7 de julio de 2018      |

## Jugadoras

### Equipo actual
El equipo escocés para el Clasificatorio Mundial Twenty20 Femenino ICC 2019 es el siguiente: [26]
- Kathryn Bryce ()
- Sarah Bryce (Receptor)
- Abbi Aitken-Drummond
- Priyanaz Chatterji
- Katherine Fraser
- Becky Glen
- Rachel Hawkins
- Lorna Jack
- Abtaha Maqsood
- Megan McColl
- Katie McGill
- Hannah Rainey
- Ellen Watson
- Ruth Willis